# 4706 Dennisreuter
4706 Dennisreuter је астероид главног астероидног појаса са средњом удаљеношћу од Сунца која износи 2,267 астрономских јединица (АЈ).
Апсолутна магнитуда астероида је 13,3.